# Samia radiata
Samia radiata är en fjärilsart som beskrevs av Adolf G. Closs 1917. Samia radiata ingår i släktet Samia och familjen påfågelsspinnare. Inga underarter finns listade.